# Omphaloscelis lunosa
Omphaloscelis lunosa là một loài bướm đêm thuộc họ Noctuidae. Nó có một phân bố rải rác ở miền tây châu Âu và Scandinavia.

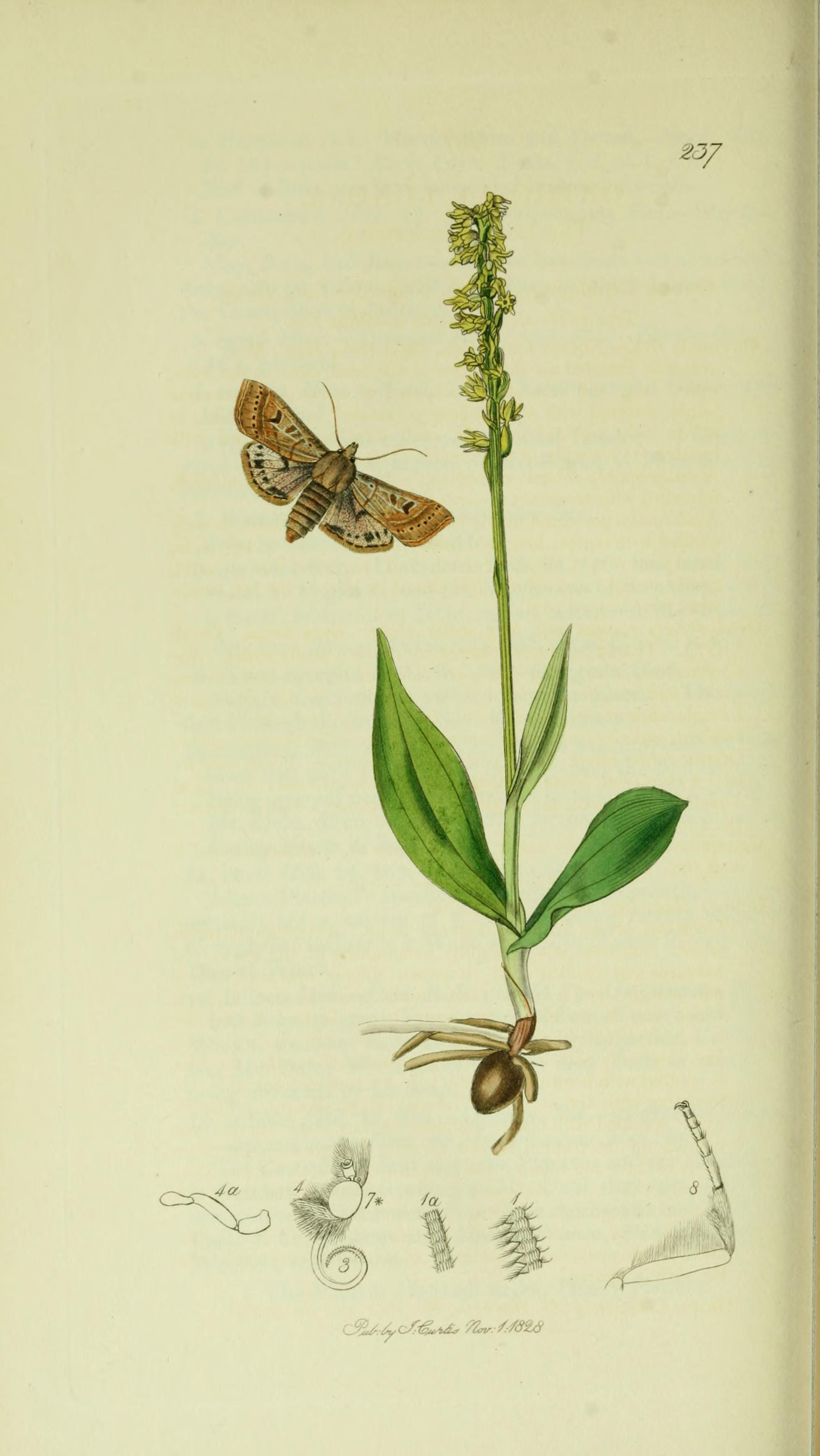
Minh họa từ John Curtis's British Entomology Volume 5

Ấu trùng ăn nhiều bộ phận khác nhau của cỏ, qua đêm dưới dạng này. 

## Hình ảnh

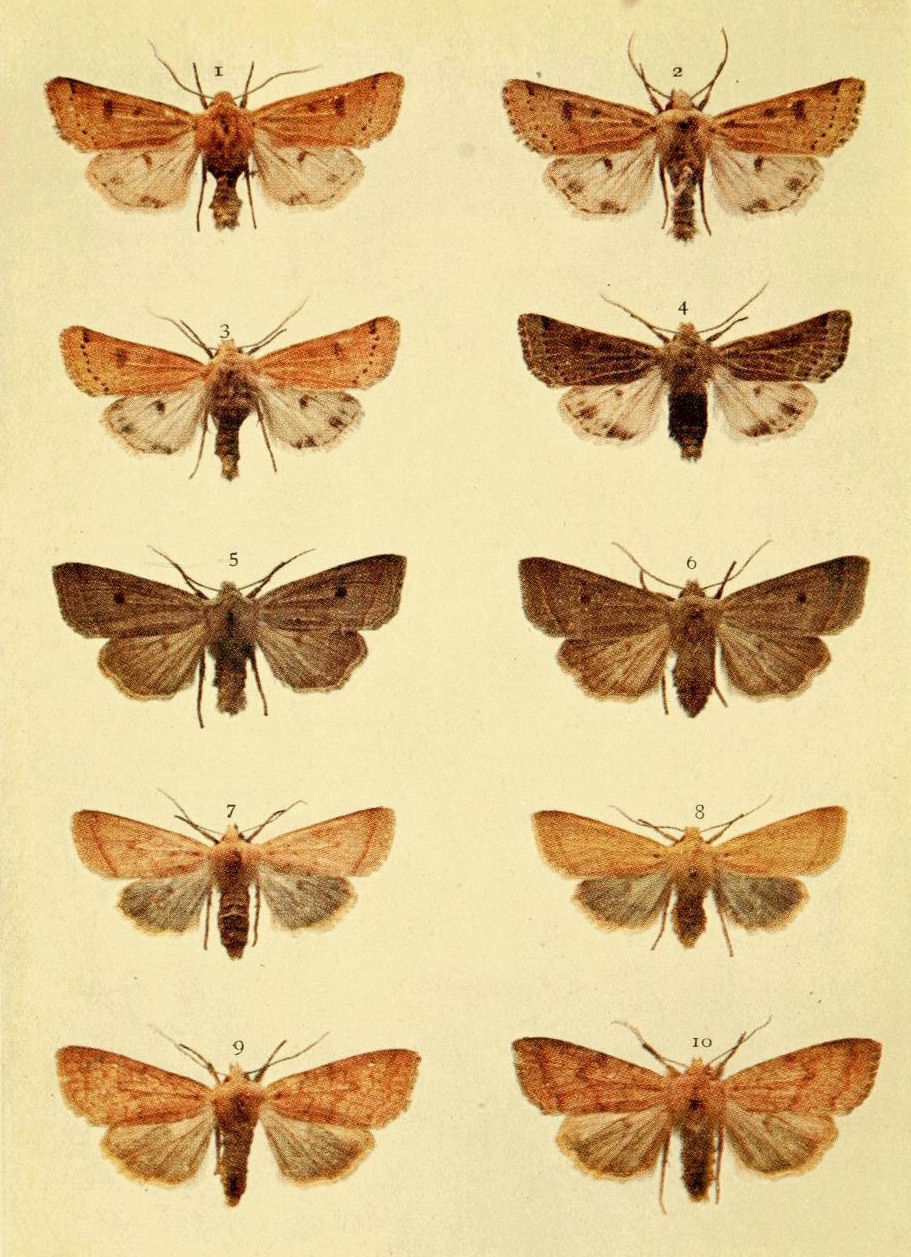
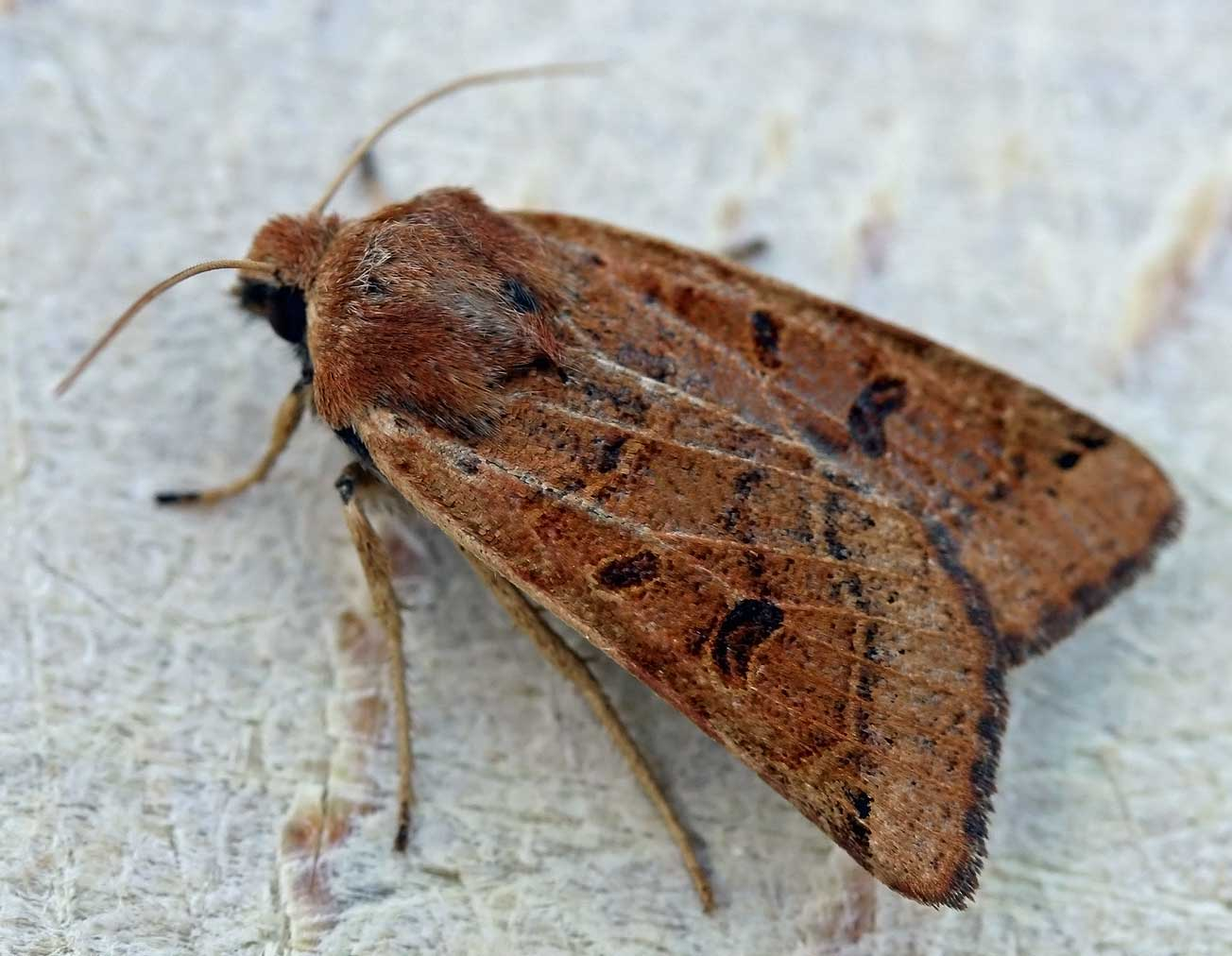
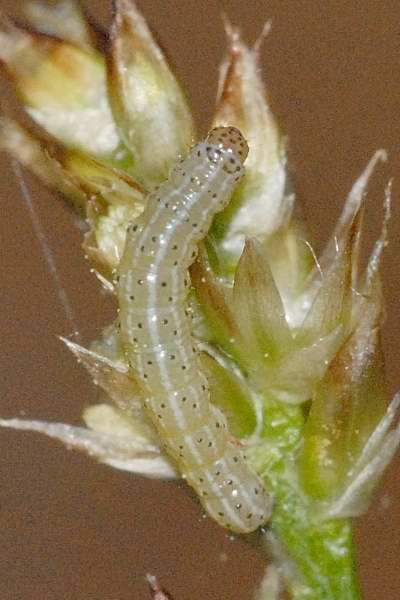